# Ningbo Open 2023
Ningbo Open 2023 byl tenisový turnaj na ženském profesionálním okruhu WTA Tour hraný v Tenisovém centru v Jin-čou. Šestý ročník Ningbo Open probíhal mezi 25. až 30. zářím 2023 v čínském přímořském městě Ning-po, na severovýchodě provincie Če-ťiang. Představoval premiérový ročník na túře WTA, když naposledy předtím se odehrál v roce 2014 na okruhu WTA 125.
Turnaj dotovaný 259 303 dolary patřil do kategorie WTA 250. Nejvýše nasazenou singlistkou se stala sedmá tenistka světa Ons Džabúrová z Tuniska. Jako poslední přímá účastnice do hlavní soutěže nastoupila Britka Katie Boulterová, figurující na 61. místě. V důsledku invaze Ruska na Ukrajinu na konci února 2022 řídící organizace tenisu ATP, WTA a ITF s grandslamy rozhodly, že ruští a běloruští tenisté mohli dále na okruzích startovat, ale do odvolání nikoli pod vlajkami Ruska a Běloruska.
Pátý singlový titul na okruhu WTA Tour, a první na tvrdém povrchu, vybojovala Ons Džabúrová. Čtyřhru ovládly Němka Laura Siegemundová s Věrou Zvonarevovou. Získaly tak pátou společnou trofej na túře WTA a po Washington Open druhou sezónní.

## Rozdělení bodů a finančních odměn

### Rozdělení bodů
| Soutěž  | Soutěž      | vítězové | finalisté | semifinalisté | čtvrtfinalisté | 16 v kole | 32 v kole | Q  | Q2 | Q1 |
| ------- | ----------- | -------- | --------- | ------------- | -------------- | --------- | --------- | -- | -- | -- |
| dvouhra | [ 3 ] [ 9 ] | 280      | 180       | 110           | 60             | 30        | 1         | 18 | 12 | 1  |
| čtyřhra | [ 10 ]      | 280      | 180       | 110           | 60             | 1         | —         | —  | —  | —  |

### Finanční odměny
| Soutěž                                | Soutěž      | vítězové | finalisté | semifinalisté | čtvrtfinalisté | 16 v kole | 32 v kole | Q2      | Q1      |
| ------------------------------------- | ----------- | -------- | --------- | ------------- | -------------- | --------- | --------- | ------- | ------- |
| dvouhra                               | [ 3 ] [ 9 ] | 34 228 $ | 20 226 $  | 11 276 $      | 6 418 $        | 3 920 $   | 2 804 $   | 2 705 $ | 1 340 $ |
| čtyřhra                               | [ 10 ]      | 12 447 $ | 7 000 $   | 4 020 $       | 2 400 $        | 1 848 $   | —         | —       | —       |
| částka ve čtyřhrách je uvedena na pár |             |          |           |               |                |           |           |         |         |

## Ženská dvouhra

### Nasazení
| Stát                         | Hráčka             | WTA | Nasazení |
| ---------------------------- | ------------------ | --- | -------- |
| Tunisko                      | Ons Džabúrová      | 7.  | 1.       |
| Česko                        | Petra Kvitová      | 14. | 2.       |
| Rumunsko                     | Sorana Cîrsteaová  | 25. | 3.       |
|                              | Anna Blinkovová    | 40. | 4.       |
| Francie                      | Varvara Gračovová  | 44. | 5.       |
| Nizozemsko                   | Arantxa Rusová     | 47. | 6.       |
| Spojené království           | Katie Boulterová   | 50. | 7.       |
| Itálie                       | Lucia Bronzettiová | 60. | 8.       |
| Žebříček WTA k 18. září 2023 |                    |     |          |

### Jiné formy účasti
Následující hráčky obdržely divokou kartu do hlavní soutěže:
- Ons Džabúrová
- Wang Si-jü
- Jüan Jüe
- Věra Zvonarevová

Následující hráčka nastoupila pod žebříčkovou ochranou:
- Darja Savilleová

Následující hráčky postoupily z kvalifikace:
- Paj Čuo-süan
- Jodie Burrageová
- Anna-Lena Friedsamová
- Viktória Hrunčáková
- Valeria Savinychová
- Jil Teichmannová

Následující hráčka postoupila z kvalifikace jako šťastná poražená:
- Elizabeth Mandliková

### Odhlášení
před zahájením turnaje
- Irina-Camelia Beguová → nahradila ji  Lucia Bronzettiová
- Jennifer Bradyová → nahradila ji   Elina Avanesjanová
- Julia Grabherová → nahradila ji   Kamilla Rachimovová
- Elise Mertensová → nahradila ji  Nadia Podoroská
- Alycia Parksová → nahradila ji  Tamara Korpatschová
- Anastasija Potapovová → nahradila ji  Claire Liuová
- Majar Šarífová → nahradila ji  Rebeka Masárová
- Martina Trevisanová → nahradila ji  Elizabeth Mandliková

## Ženská čtyřhra

### Nasazení
| Stát                                                                        | Hráčka               | Stát   | Hráčka             | WTA  | Nasazení |
| --------------------------------------------------------------------------- | -------------------- | ------ | ------------------ | ---- | -------- |
| Německo                                                                     | Laura Siegemundová   |        | Věra Zvonarevová   | 35.  | 1.       |
| Kazachstán                                                                  | Anna Danilinová      |        | Alexandra Panovová | 92.  | 2.       |
| USA                                                                         | Sabrina Santamariová |        | Jana Sizikovová    | 119. | 3.       |
| Česko                                                                       | Anastasia Dețiuc     | Polsko | Katarzyna Piterová | 154. | 4.       |
| Žebříček WTA k 18. září 2023; číslo je součtem umístění obou členek dvojice |                      |        |                    |      |          |

### Jiné formy účasti
Následující pár nastoupil z pozice náhradníka:
- Tang I-ming /  Jang I-ti

### Odhlášení
před zahájením turnaje
- Naiktha Bainsová /  Maia Lumsdenová → nahradily je   Tang I-ming /  Jang I-ti
- Jodie Burrageová /  Rebeka Masárová

## Přehled finále

### Ženská dvouhra
- Ons Džabúrová vs. Diana Šnajderová, 6–2, 6–1

### Ženská čtyřhra
- Laura Siegemundová / Věra Zvonarevová vs.  Kuo Chan-jü /  Ťiang Sin-jü, 4–6, 6–3, [10–5]